# Fourche Maline (rivière)

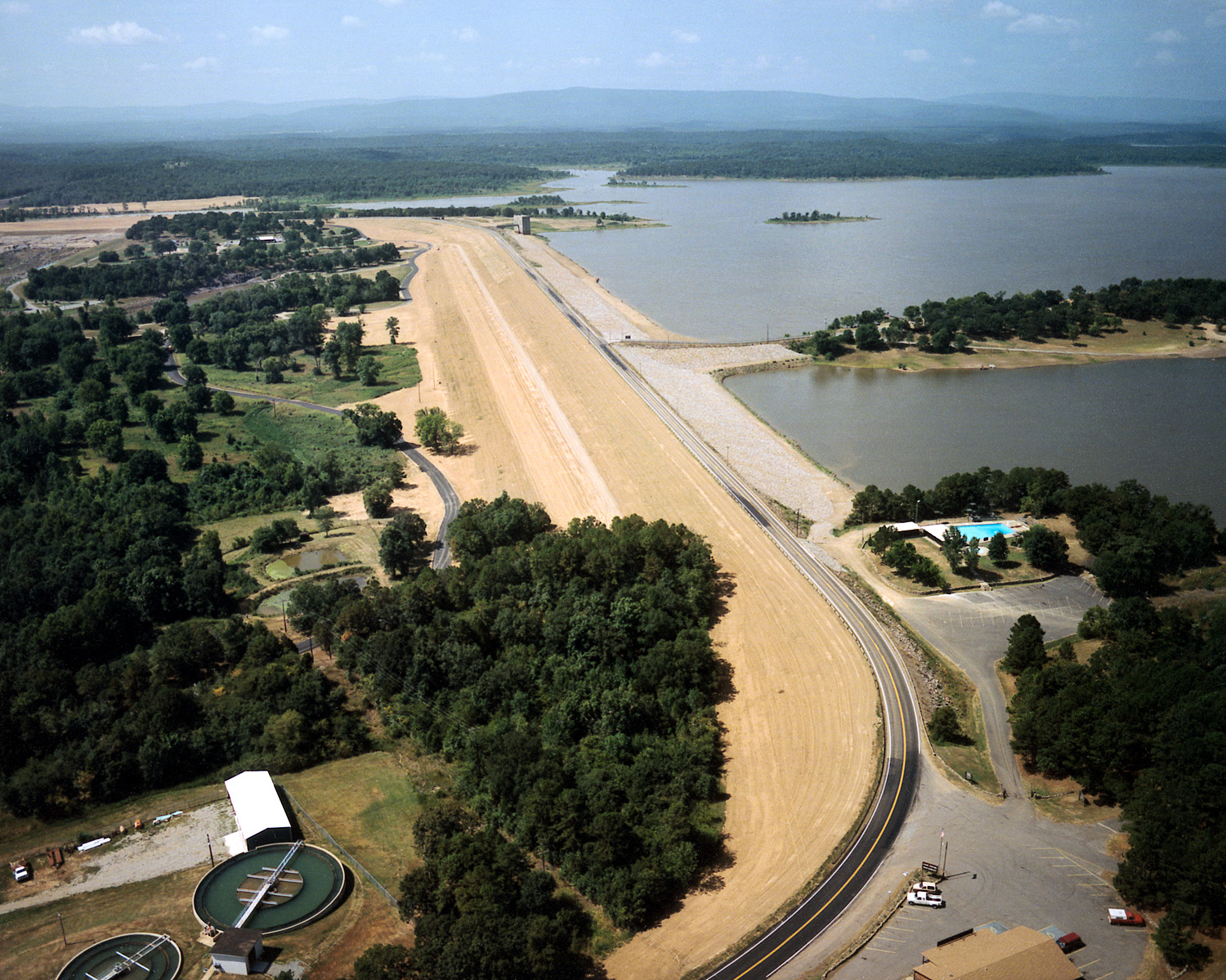
La rivière Fourche Maline se déversant dans le lac Wister à sa confluence avec la rivière Poteau.

La rivière Fourche Maline (en anglais : Fourche Maline Creek) est un cours d'eau qui coule dans l'État de l'Oklahoma et plus précisément dans le comté de Latimer et le comté de Le Flore. Elle est un affluent de la rivière Poteau, elle-même étant un affluent de la rivière Arkansas et donc un sous-affluent du Mississippi. 

## Géographie
La rivière Fourche Maline prend sa source dans le massif des monts Sans Bois  situé dans les montagnes Ouachita. Elle traverse le parc d'État Robbers Cave.
La rivière s'écoule vers l'Est en direction du lac Wister dans lequel elle a sa confluence avec la rivière Poteau.

## Histoire
La toponymie française de "Fourche Maline", c'est-à-dire mauvaise fourche pour ce cours d'eau, date de l'arrivée de plusieurs explorateurs français et coureurs des bois canadiens-français, qui sont passés dans cette région occidentale de la Louisiane française et ont atteint Santa Fé; Pierre Antoine et Paul Mallet (1739), Satren (1749], et Chapuis (1752).  